# Oreo renmark
Oreo renmark is een spinnensoort uit de familie Gallieniellidae. De soort komt voor in Zuid-Australië en van Queensland tot Victoria.